# Żyły wypustowe

Przekrój przez ścianę czaszki i opony mózgowo-rdzeniowe. Żyła wypustowa podpisana Emissary vein.

Żyły wypustowe (łac. venae emissariae) – w anatomii człowieka krótkie żyły przechodzące z wnętrza na zewnątrz czaszki przez kanały kostne. Stanowią połączenia między żyłami powierzchownymi czaszki, żyłami mózgowia, zatokami opony twardej i żyłami śródkościa. Pozwala to na wyrównywanie ciśnienia krwi w naczyniach wewnątrz i na zewnątrz czaszki. Ich ściany są zrośnięte z kością. Większymi żyłami wypustowymi, przebiegającymi w stałych miejscach, są żyła wypustowa ciemieniowa, żyła wypustowa sutkowa, żyła wypustowa kłykciowa i żyła wypustowa potyliczna.